# 1961 في النمسا
فيما يلي قوائم الأحداث التي وقعت خلال عام 1961 في النمسا.

## سياسة

### انتهاء فترة المنصب
- 1 يناير – ألفونس غورباخ Third President of the National Council of Austria ‏.

## كتب
من الكتب التي صدرت هذه السنة في النمسا:
- 1 يناير – منهاج الإسلام في الحكم من تأليف محمد أسد.

## مواليد

### يناير
- 1 يناير – تمناع براور مغنية نمساوية.
- 1 يناير – هيلموت جراسر منتج أفلام نمساوي.
- 29 يناير – كريستيان كغلفيتس لاعب كرة قدم نمساوي.

### مارس
- 7 مارس – مارتينا شيتينا
- 8 مارس – مايا هدرلاب كاتبة نمساوية.

### يونيو
- 1 يونيو – صوفي رويس ممثلة نمساوية.
- 3 يونيو – نوربرت جشتراين كاتب نمساوي.
- 16 يونيو – روبرت شنايدر كاتب نمساوي.

### أكتوبر
- 9 أكتوبر – فولفغانغ كنالر لاعب كرة قدم نمساوي.
- 20 أكتوبر – برنارد بيلس لاعب كرة مضرب نمساوي.

## وفيات

### يناير
- 4 يناير – إرفين شرودنغر (مواليد 1887) فيزيائي نمساوي.